# William B. Calhoun
William Barron Calhoun (* 29. Dezember 1796 in Boston, Massachusetts; † 8. November 1865 in Springfield, Massachusetts) war ein US-amerikanischer Politiker. Zwischen 1835 und 1843 vertrat er den Bundesstaat Massachusetts im US-Repräsentantenhaus.

## Werdegang
William Calhoun besuchte bis 1814 das Yale College. Nach einem anschließenden Jurastudium und seiner Zulassung als Rechtsanwalt begann er in diesem Beruf zu arbeiten. Außerdem schlug er eine politische Laufbahn ein. Zwischen 1825 und 1834 war er Abgeordneter im Repräsentantenhaus von Massachusetts, als dessen Präsident er seit 1828 fungierte, in den 1820er Jahren schloss er sich der Bewegung gegen den späteren Präsidenten Andrew Jackson an und wurde Mitglied der kurzlebigen National Republican Party. In den 1830er Jahren wurde er Mitglied der Whig Party.
Bei den Kongresswahlen des Jahres 1834 wurde Calhoun im achten Wahlbezirk von Massachusetts in das US-Repräsentantenhaus in Washington, D.C. gewählt, wo er am 4. März 1835 die Nachfolge von Isaac C. Bates antrat. Nach drei Wiederwahlen konnte er bis zum 3. März 1843 vier Legislaturperioden im Kongress absolvieren. Von 1839 bis 1841 war er Vorsitzender des Ausschusses für private Landansprüche. Die Zeit ab 1841 war von den Spannungen zwischen Präsident John Tyler und den Whigs überschattet. Außerdem wurde damals bereits über eine mögliche Annexion der seit 1836 von Mexiko unabhängigen Republik Texas diskutiert. Im Jahr 1842 verzichtete William Calhoun auf eine weitere Kandidatur.
In den Jahren 1846 und 1847 war Calhoun Mitglied und Präsident des Senats von Massachusetts. Von 1848 bis 1851 war er als Secretary of the Commonwealth der geschäftsführende Beamte der Staatsregierung. Danach war er in den Jahren 1853 bis 1855 staatlicher Bankbeauftragter. Im Jahr 1859 wurde Calhoun zum Bürgermeister von Springfield gewählt; von 1861 bis 1862 war er noch einmal Abgeordneter im Repräsentantenhaus seines Staates. Er starb am 8. November 1865 in Springfield.